# 馬宏琦
馬宏琦，字景韓、號遜渚，江蘇省通州（今江蘇省南通市），清朝政治人物、探花。
雍正四年（1726年），登順天舉人。雍正五年（1727年），登進士一甲第三名，授翰林院編修。雍正九年（1731年），任陝西道監察御史。后任巡漕御史、巡城御史。雍正十三年（1735年），任山西道監察御史。乾隆元年（1736年），改吏科給事中。乾隆六年（1741年），改刑科給事中。后巡視南城、通州漕務等。